# Armenia en los Juegos Olímpicos de Lillehammer 1994
Armenia estuvo representada en los Juegos Olímpicos de Lillehammer 1994 por dos deportistas masculinos que compitieron en bobsleigh.
El portador de la bandera en la ceremonia de apertura fue el esquiador alpino Arsen Harutyunyan. El equipo olímpico armenio no obtuvo ninguna medalla en estos Juegos.